# Роккетта-а-Вольтурно
Роккетта-а-Вольтурно (італ. Rocchetta a Volturno) — муніципалітет в Італії, у регіоні Молізе,  провінція Ізернія.
Роккетта-а-Вольтурно розташована на відстані близько 140 км на схід від Рима, 50 км на захід від Кампобассо, 13 км на захід від Ізернії.
Населення — 1095 осіб (2014).

## Демографія
Населення за роками:

Станом на 1 січня 2023 року в муніципалітеті офіційно проживало 55 іноземців з 21 країни, серед них 24 громадяни країн Євросоюзу та 2 громадяни України.

## Сусідні муніципалітети
- Кастель-Сан-Вінченцо
- Черро-аль-Вольтурно
- Коллі-а-Вольтурно
- Філіньяно
- Сан-Б'яджо-Сарачиніско
- Скаполі
- Валлеротонда